# Anpan

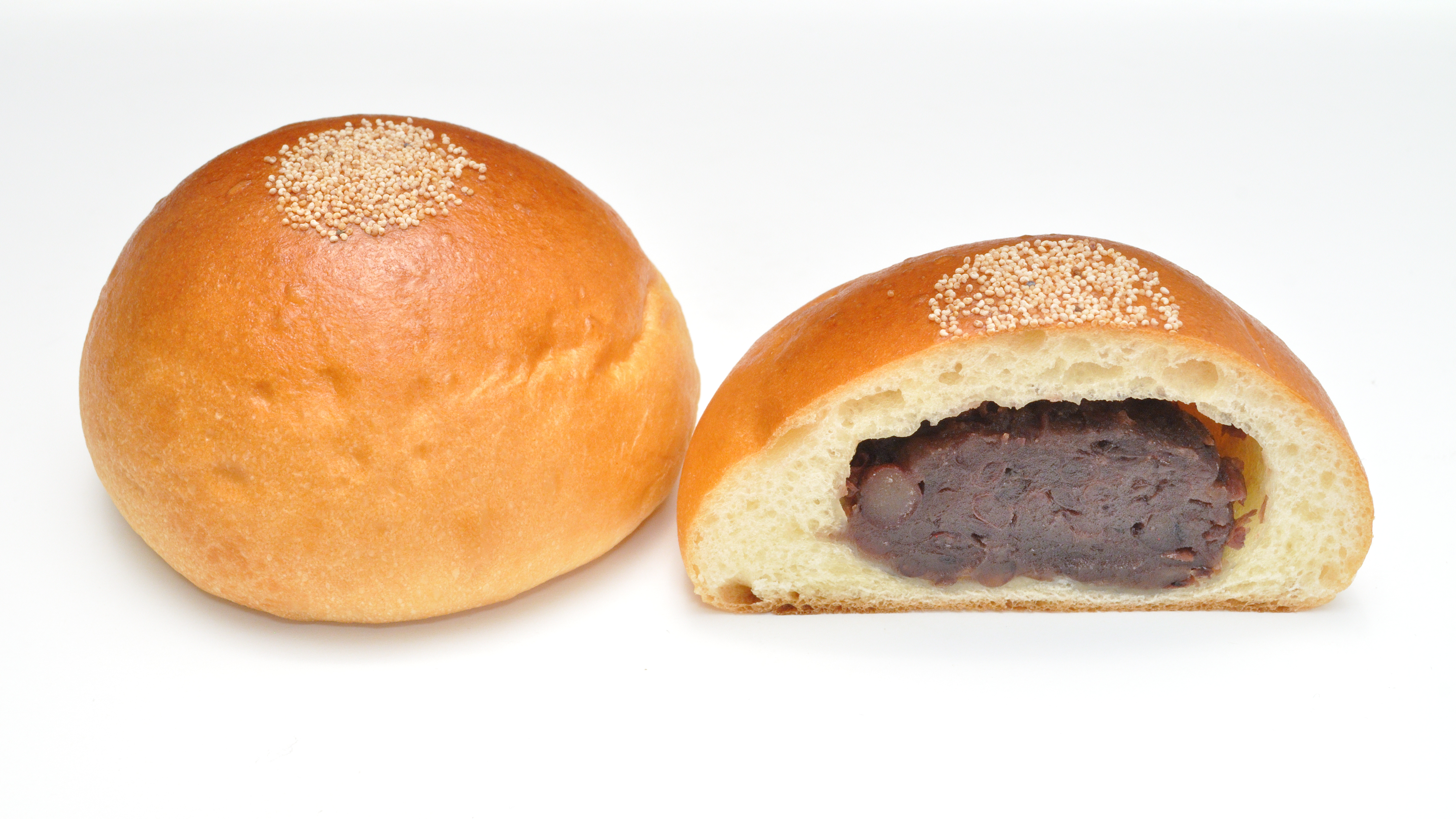
Anpan

Anpan (jap. 餡パン) ist ein japanisches Weißbrot, das mit Anko (Adzukibohnenpaste) gefüllt wird. Es ist vor allem bei Kindern ein beliebter Pausensnack.
An (Anko) steht für die Paste, die aus Adzuki-Bohnen hergestellt wird. Das Wort pan kommt ursprünglich von dem Portugiesischen Wort pão und bedeutet Brot.